# Horizont van Lichtenberg
De  Horizont van Lichtenberg is een dunne laag in de ondergrond van het zuidwesten van het Nederlandse Zuid-Limburg. De horizont is onderdeel van de Formatie van Maastricht en stamt uit het laatste deel van het Krijt (het Maastrichtien, ongeveer 68 miljoen jaar geleden).
Normaal gesproken ligt de Horizont van Lichtenberg boven op de oudere Kalksteen van Lanaye (Formatie van Gulpen) en onder de jongere Kalksteen van Valkenburg (ook onderdeel van de Formatie van Maastricht).
Deze horizont is te zien in de Henkeput, Abri van Rijckholt, Groeve Blankenberg en de ENCI-groeve.